# 아스벨 키프루토 키프로프
아스벨 키프루토 키프로프(Asbel Kipruto Kiprop, 1989년 6월 30일 ~ )는 케냐의 중거리 육상 선수로 키는 188cm, 몸무게는 62kg이며 코치는 지미 뷰타(Jimmy Beauttah)이다.

## 경력
그는 엘도레트 근처의 캅틴가(Kaptinga) 마을에서 자랐으며, 데이빗 케베네이(David Kebenei)와 줄리아 케베네이 사이에서 태어났다. 그의 아버지인 데이빗 케베네이도 육상 선수로 1987년 아프리칸 게임에 참가해 4위를 차지했다. 키프로프는 13살 때 육상을 시작했으며, 훈련에 집중하기 위해 고등학교를 나왔다. 이후 엘도레트의 킵초게 케이노 캠프로 들어가 훈련했으나, 2009년 룰을 어기고 여자친구를 데려왔다는 이유로 퇴출당했다. 그의 동생인 빅터 킵치르킵치르 케베네이(Victor Kipchirchir Kebenei) 역시 1500m 선수이다.
2007년, 아프리칸 게임 1500m에서 금메달을 획득했으며 오사카 세계선수권대회에서도 3분 35초 24의 개인 기록으로 4위를 차지해 화려하게 국제 무대에 데뷔했다. 2008년 에티오피아 아디스아바바에서 열린 아프리카 육상 선수권대회에서 800m 3위, 1500m 4위를 기록했으며, 첫 올림픽인 2008년 하계 올림픽 1500m에서 은메달을 획득했다. 하지만 금메달을 획득했던 바레인의 라시드 람지가 금지 약물 복용 혐의로 실격당하면서 금메달을 승계받게 되었다. 이 여세를 몰아 2008년 세계 육상 파이널에서도 2위를 기록했다. 다음 해인 2009년엔 로마에서 3분 31초 20의 개인 기록을 세우며 상승세를 탔지만, 세계 육상 선수권 대회에선 아쉽게 4위에 그쳤다.

## 성적

### 주요 대회 성적
| 날짜            | 종목  | 대회                      | 장소         | 순위 | 기록    | 기타           |
| --------------- | ----- | ------------------------- | ------------ | ---- | ------- | -------------- |
| 2007년 7월 22일 | 1500m | 2007년 아프리칸 게임      | 알제         | 1위  | 3:38.97 |                |
| 2007년 8월 29일 | 1500m | 2007년 세계육상선수권대회 | 오사카       | 4위  | 3:35.24 | 개인 최고 기록 |
| 2008년 8월 19일 | 1500m | 2008년 하계 올림픽        | 베이징       | 1위  | 3:33.11 |                |
| 2008년 9월 14일 | 1500m | 2008년 세계 육상 파이널   | 슈투트가르트 | 2위  | 3:37.93 |                |
| 2009년 9월 2일  | 1500m | 2009년 세계육상선수권대회 | 베를린       | 4위  | 3:36.47 |                |

### 실외 개인 최고 기록
| 종목  | 날짜       | 장소 | 기록        |
| ----- | ---------- | ---- | ----------- |
| 800m  | 2009/05/08 | 도하 | 1분 43초 17 |
| 1500m | 2009/07/10 | 로마 | 3분 31초 20 |